# Bingo
Bingo je sedmi studijski album nizozemske skupine Ekseption. Album je bil posnet v nekoliko drugačni zasedbi, saj je kmalu po izidu albuma Trinity skupino zapustil Rick van der Linden, nadomestil pa ga je Hans Jansen. 

## Seznam skladb
| A stran | A stran                                   | A stran |
| Št.     | Naslov                                    | Dolžina |
| ------- | ----------------------------------------- | ------- |
| 1.      | „From Ekseption‟ (Hans Jansen/Jan Vennik) | 9:05    |
| 2.      | „Nightwalk‟ (Jan Vennik)                  | 3:45    |
| 3.      | „Smokey Sunset‟ (Hans Jansen)             | 5:11    |
| 4.      | „De Fietser‟ (Jan Vennik)                 | 1:51    |

| B stran | B stran                                   | B stran |
| Št.     | Naslov                                    | Dolžina |
| ------- | ----------------------------------------- | ------- |
| 1.      | „Sabre Dance '74‟ (Aram Iljič Hačaturjan) | 2:56    |
| 2.      | „Brother Rabbit‟ (Rein van den Broek)     | 3:28    |
| 3.      | „Sunny Revival‟ (Hans Jansen/Jan Vennik)  | 3:50    |
| 4.      | „The Death of Ase‟ (Edvard Grieg)         | 2:28    |
| 5.      | „Bingo-Bingo‟ (Hans Jansen/Jan Vennik)    | 6:49    |

## Zasedba
Ekseption
- Pieter Voogt – bobni, tolkala
- Cor Dekker – bas kitara
- Jan Vennik – saksofon, flavta, klarinet
- Hans Jansen – klaviature
- Rein van den Broek – trobenta, krilnica
- Hans Hollestelle – kitara, el. violina